# 第五次大马士革农村省攻势
第五次大马士革农村省攻势是发生于2013年9月至11月，由叙利亚政府军于9月中旬在大马士革农村省发动，是叙利亚内战的一部分。

## 背景
在2013年古塔地区化武袭击事件后，叙利亚政府受到西方介入叙利亚内战的威胁。叙利亚政府军在9月初重新部署了部队。叙政府认定西方干预内战的威胁过去之后，政府军对反对派武装的据点（主要是那些位于大马士革南部郊区的）发动了一场新的攻势。

## 进程

### 控制机场公路和赛义德泽纳布
9月10日，政府军和亲政府民兵攻入了Barzeh以试图占领该区，而空军还对该区进行了三次空袭。政府军还进攻了大马士革机场附近的Deir Salman。
9月19日，叙利亚政府军在激烈交火后重新夺回了首都附近的战略重镇Shaba'a。政府军还控制了通往大马士革机场以及通往圣地賽義德澤納布陵墓的道路。

### 古塔西部地区政府军的攻势
10月9日，真主党和来自伊朗的武装分子在炮火、空袭和坦克的支援下，进攻并占领了大马士革南郊的Sheikh Omar镇。10月11日，政府军和亲政府的什叶派武装分子攻占了大马士革附近的al-Thiabiya和Husseiniya两个城镇，至少打死70人。这三座城镇位于两条通往约旦的高速公路之间，夺取这三座城镇使得政府军控制了一条重要的补给线，并且给古塔地区东部的反对派武装施加了更大的压力。
10月16日，政府军在真主党和来自阿布·法德勒·阿巴斯旅的伊拉克什叶派民兵的帮助下。夺取了大马士革南郊的战略重镇布未达（Bweida）。
10月23日，政府军封锁了搜有通往古塔地区东部残存的走私通道，并加强了对该地区的封锁。此时，有迹象显示政府军在准备将攻势推进至新的阶段，攻势的目标将是大马士革以南古塔地区西部。
10月24日，政府军夺取了Hatetat al-Turkman镇，该镇位于大马士革东南，在通往大马士革机场的道路旁边。数小时后，在大马士革国际机场东北的Otaybah镇附近，政府军展开了一场伏击，击毙40名胜利阵线和伊斯兰军的成员。
10月30日，叙利亚红新月会联合叙利亚政府与反对派进行一场行动，使得被反对派控制但已被政府军包围的Mouadamiyat al-Sham的800名平民得以离开该地。而几天前，另一场行动使得3,000名平民得以离开该地。
11月1日，叙政府军在真主党的支援下，进攻并在Al-Sabinah取得进展。第二天，政府军炮击了Al-Sabinah并在Barzeh推进。
11月7日，政府军在真主党、阿巴斯旅和国家防卫军的支援下，重新夺回了大马士革以南的重镇Al-Sabinah。根据一名反对派活动人士的说法，“政府军在当地取得进展毫无意外，因为该地区被围困了太长时间，这很正常”，反对派活动组织负责人Abdel Rahman指责反对派内部的分化。
11月10日，政府军对Hejeira和A'qraba发动进攻。当天下午，政府军及其盟友在Hejeira al-Balad取得进展，而在哈賈拉斯瓦德，政府军对反对派据点发动进攻。
11月11日，在Barzeh社区政府军取得进展，夺取了该社区的大部分。政府军还在该地摧毁了一条隧道。
11月12日，据一名巴勒斯坦官员的报道，在雅尔矛克巴勒斯坦难民营双方达成了一项停火协议以结束当地的交火。但是据报道，当地还是有冲突发生。据证实巴解组织代表正在大马士革与叙政府官员举行会谈，旨在让叙政府军和反对派都从难民营撤出，然后叙利亚警察部队能够接管并控制难民营而政府军在难民营外围设立检查站。近来，政府军成功在营内推进了数百米，但反对派武装依旧牢牢控制难民营内部。由于政府军在过去几周为切断反对派补给线而在营内推进，反对派要想守住据点变得越来越困难。
11月13日，政府军攻占了Hejeira大部，但镇内还有几处地区有抵抗活动。反对派武装从Hejeira撤往哈賈拉斯瓦德，使得他们失去了城区建筑的掩护。但是据报道反对派在大马士革市中心附近几个被包围区域的抵抗仍旧顽强。
11月15日，政府军夺取了哈賈拉斯瓦德东边的Babila和Yalda大部分区域。但是，阿拉伯叙利亚通讯社在11月19日报道，在Yalda仍有持续交火。而亲政府的伊朗新闻社在11月21日报道，在该地区发生激烈交火，政府军打死打伤数十名武装分子。
到了11月16日，Harasta超过70%的地区被政府军控制。第二天，根据叙利亚人权观察组织的报道，31名政府军，其中包括三名将军和1名准将，在一起爆炸袭击中丧生。这起袭击还导致位于Harasta的陆军后勤基地内的一座建筑倒塌。两天之后，这起袭击的丧生人数上升至68人。
11月22日，政府军夺取了大马士革郊外的Hatita镇。

### 古塔地区东部反对派的反击
11月22日，反对派武装攻击Otaiba镇以及在大马士革郊外反对派控制区周边一连串的政府军检查站以试图打破对古塔地区东部的封锁。持续3天的交战导致194名双方的战斗人员丧生，包括115名反对派武装成員，其中包括7名战地指挥官，其余是政府军及亲政府武装。在被击毙的反对派中，有50人是圣战者。而被击毙的亲政府武装中有20人是伊拉克什叶派民兵，5人是黎巴嫩真主党成员。在交战中还有7名反对派媒体工作人员丧生。
11月25日，反对派武装成功夺取多个检查站和村庄，但是没能打破封锁。根据政府军方面的消息，反对派攻占了7座村庄，但政府军夺回了其中的3座，而反对派人在试图攻占Otaiba。围绕着反对派控制的Marj al-Sultan镇的战斗仍在持续，来自真主党的消息证实在数百名反对派发动人海进攻之后，反对派攻占了多座村庄和真主党的据点。在反对派取得进展后，来自贝鲁特的真主党特种部队被运到并投入到战斗中。叙利亚人权观察组织证实真主党派遣了数百名武装分子以帮助政府军击退反对派的进攻。
11月26日，政府军向Marj al-Sultan发射了5枚地对地导弹。
11月27日，古塔地区东部的局势仍然不明朗。多个反对派的网站声称反对派武装在该地区取得进展，但当地的反对派媒体工作人员否认了这一消息并声称反对派武装仍被包围。当天，在古塔西部Moadamiyeh的战斗中有17名反对派被击毙。
11月28日，在Marji地区有11名反对派武装分子和3名真主党武装被击毙。
25日至28日，有超过135名反对派武装和超过85名政府军士兵和民兵在战斗中丧生，其中有5人是亲政府的伊拉克民兵，这些人在战斗中被俘之后被圣战者斩首。从22日开始总计有16名真主党武装在战斗中丧生，使得双方总共的死亡人数从22日开始计算达到410人。但是根据在贝鲁特的真主党指挥官声称，截止25日有21至40名真主党成员在战斗中丧生，而黎巴嫩安全部队声称有25名真主党成员在过去几周中丧生，其中有4人死于政府军对卡拉蒙山区的进攻行动中。大马士革郊区最活跃的真主党指挥官Wissam Sharafeddine也在战斗中丧生。
根据黎巴嫩媒体报道，有1000名反对派在古塔地区东部的战斗中丧生，其中包括他们的最高军事指挥官。

## 后续事件：阿德拉屠杀
12月11日，反对派武装伊斯兰阵线和胜利阵线攻入大马士革东北阿德拉镇的工业区，攻击居住着工人及家属的房屋。反对派依据这些人的宗教派别进行杀戮，针对的是阿拉维派、德鲁兹派、什叶派和基督教徒。这些人当中有的被枪杀，还有的则被斩首。这场杀戮持续到了第二天。总计大约有19到40人在反对派攻占阿德拉镇工业区后被杀害。还有18名亲政府民兵被杀，其中有5名是巴勒斯坦解放军的成员。
12月3日，政府军包围了阿德拉镇，开始采取行动将该地区的反对派武装赶出。在当天政府军在该镇取得进展。行动持续到了第二天。
截止12月15日，总计有32名少数派人士在反对派对阿德拉的进攻中丧生，十余人失踪。